# Enville
Enville – wieś w Anglii, w hrabstwie Staffordshire, w dystrykcie South Staffordshire. Leży 38 km na południe od miasta Stafford i 182 km na północny zachód od Londynu. W 2004 miejscowość liczyła 489 mieszkańców.